# Sphéromak
 (juillet 2025).
Si vous disposez d'ouvrages ou d'articles de référence ou si vous connaissez des sites web de qualité traitant du thème abordé ici, merci de compléter l'article en donnant les références utiles à sa vérifiabilité et en les liant à la section « Notes et références ».
Ne doit pas être confondu avec tokamak sphérique.
Un sphéromak est un arrangement de plasma prenant la forme d'un vortex toroïdal (un tube courbé refermé sur lui-même).
Le sphéromak contient de grands courants électriques internes avec les champs magnétiques associés. Ils sont disposés de manière que les forces magnétohydrodynamiques à l'intérieur du sphéromak soient presque équilibrées, ce qui permet d'obtenir des temps de confinement de longue durée (microsecondes) sans champs externes. Les sphéromaks appartiennent à un type de configuration de plasma appelé tores compacts ou compact toroid. 